# Франк, Йозеф
Йо́зеф Франк (Юзеф Франк, Иосиф Иванович Франк, нем. Joseph Frank, пол. Józef Frank, лит. Jozefas Frankas; 23 декабря 1771, Раштатт — 6 декабря 1842, Италия) — учёный медик, доктор медицины (1794); профессор императорского Виленского университета (1805—1823).

## Биография
Сын известного в те времена в Европе врача Иоганна Петера Франка (Иван Петрович Франк), сформировавшего основы социальной гигиены и судебной медицины. Изучал медицину сперва в Гёттингене, затем в Павии, где и был удостоен степени доктора. Работал вместе с отцом в Павии и Вене.
В Вильно отец и сын Франки переселились из Вены в 1804 году. В следующем году Иоганн Франк был вытребован в Санкт-Петербург, а свою кафедру внутренних болезней в Виленском университете и клинику в Вильно передал своему сыну Йозефу.

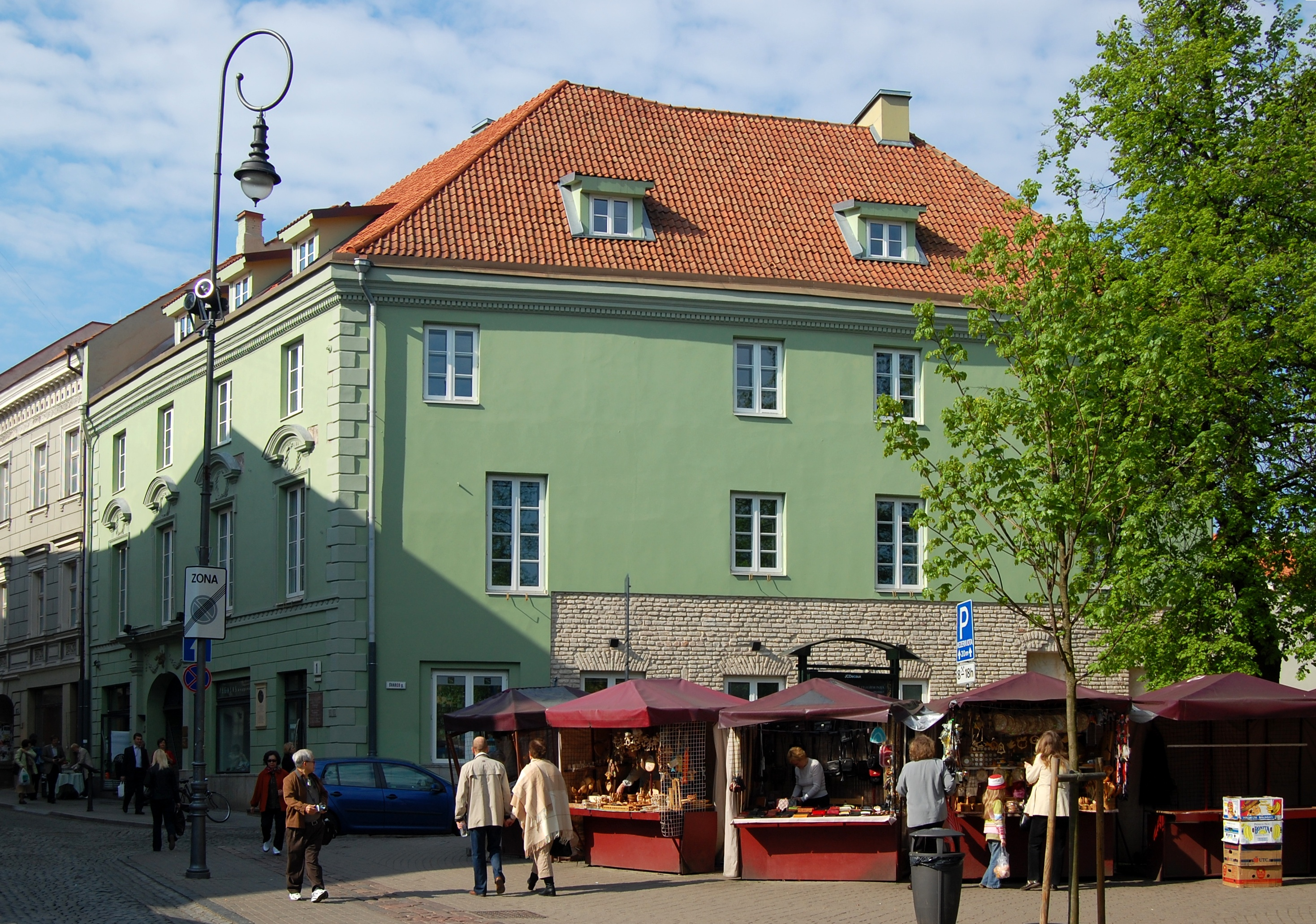
Дом Франка

Йозеф Франк в 1804—1823 годах преподавал в университете патологию и специальную терапию. Читал лекции на латинском языке. С 1805 года Франк руководил клиникой, учреждённой его отцом. Стал учредителем Виленского медицинского общества (1805) и состоял первые двадцать лет его секретарем, а следующие три года — председателем. По его инициативе были основаны благотворительное общество (1807), Общество оспопрививания (Институт вакцинации; 1808) и Родовспомогательный институт (Институт материнства; 1809), музей патологической анатомии, клиника для приходящих (амбулатория). Основал службу срочной медицинской помощи — прототип скорой помощи. Бедных, особенно детей, лечил бесплатно. Благодаря его стараниям при университете были учреждены 50 стипендий для бедных студентов.

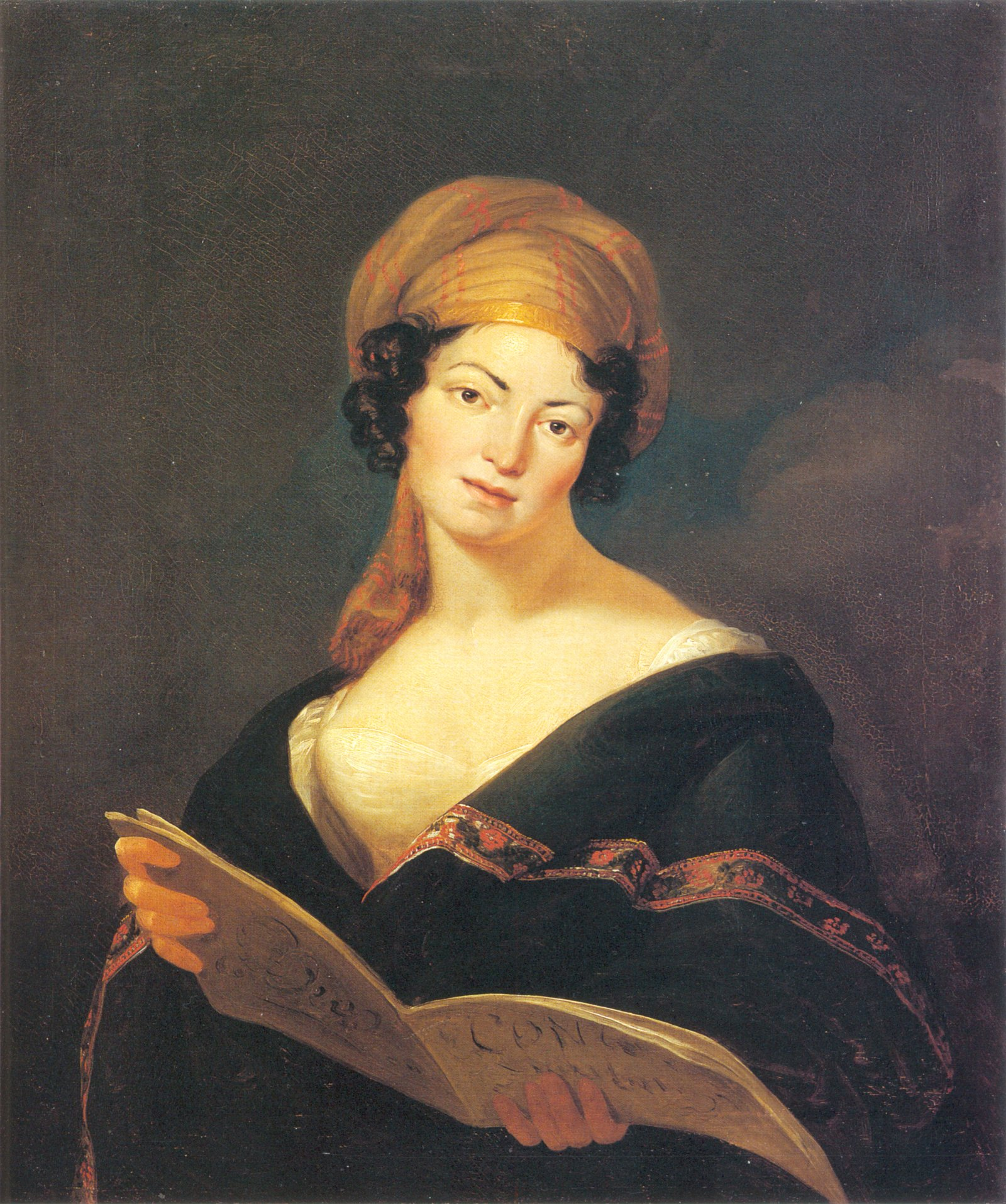
Ян Рустем. Портрет Кристины Франк (ок. 1819)

Женой Йозефа Франка была известная певица Кристина Герхарди, ученица композитора Йозефа Гайдна. Для сбора средств на осуществление своих идей Франк устраивал постановки опер и концерты, в которых принимала участие Кристина Франк.
Профессор Франк пользовался репутацией трудолюбивого и сочувствующего бедным, очень образованного человека, понимающего в музыке и изящных искусствах. Был известен также как донжуан. У виленских жителей он был очень популярен. Его квартиру на втором этаже восточного корпуса дома на улице Большой, в котором он прожил двадцать лет, часто навещали преподаватели и студенты, артисты и литераторы. Благодаря этому за зданием закрепилось название дома Франка, хотя он и не был его собственником.
Выслужив пенсию, Франк уехал в Италию, поселился в собственной вилле на берегу озера Комо; там и умер.

## Деятельность

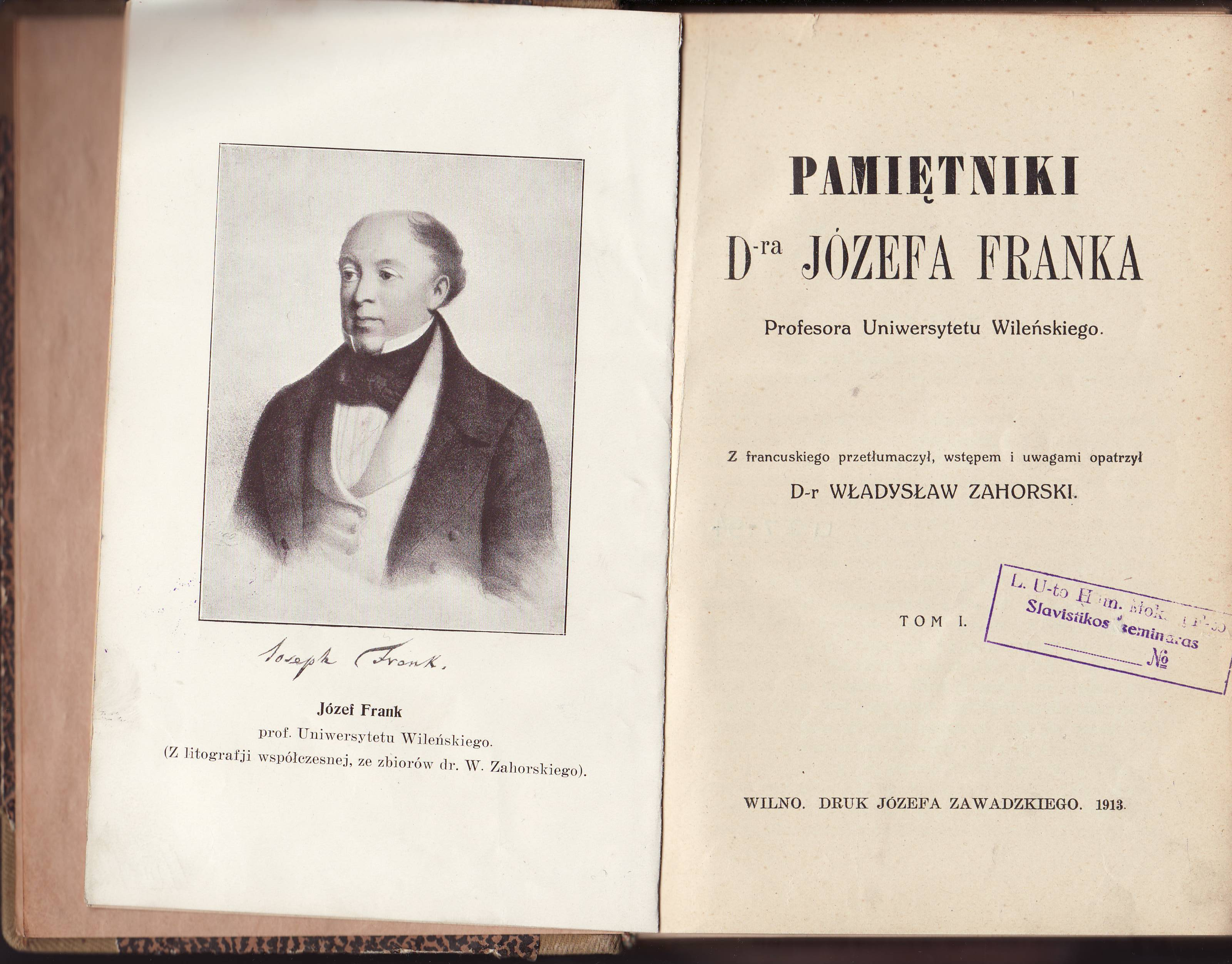
Польское издание воспоминаний Франка (1913)

Франк впервые в Литве приступил к исследованию заболеваемости и смертности населения, изучал связь болезней с местностью, с климатическими особенностями. Он ввёл в медицинскую практику писание истории болезни и обязательное вскрытие умерших в клиниках. Усердно занимался распространением научных знаний среди жителей Вильно.
Писал научные и медицинские книги. Сначала принадлежал к числу самых ревностных сторонников учения английского врача Джона Брауна. Первые сочинения Франка были посвящены почти исключительно развитию и распространению этого учения. К этому периоду относятся два его сочинения „Handbuch der Toxicologie, nach den Grundsätzen der Brownschen Arzneilehre“ (1800) и „Grundriss der Pathologie nach den Gesetzen der Erregungstheorie“ (1803). Капитальный труд «Правила практической медицины» долгие годы был энциклопедией лечения, настольной книгой для студентов медиков и врачей. В последующих сочинениях замечается значительное охлаждение к учению Брауна. Кроме того, Франк напечатал „Acta instituti clinici Caesareae universitatis Vilnensis“ (1808—1812; немецкое издание вышло в 1810 году) и капитальный труд на латинском языке „Praxeos medicae universae praecepta“ (1811—1824; второе издание 1826—1843; немецкое издание Лейпциг, 1828—1843).
Написал также воспоминания, содержащие ценные сведения о культурной и социальной жизни Вильнюса и Литвы первой четверти XIX века.

## Труды
- Praxeos medicae universae praecepta («Правила практической медицины» (1811—1824; второе издание 1826—1843; немецкое издание Лейпциг, 1828—1843)
- Handbuch der Toxicologie, nach den Grundsätzen der Brownschen Arzneilehre («Учебник токсикологии», 1800; второе издание 1815 года на польском языке)

- Jozefas Frankas. Atsiminimai apie Vilnių (лит.) / Iš prancūzų kalbos vertė Genovaitė Dručkutė. — Vilnius: Mintis, 2001. — 624 с. — ISBN 5-417-00832-X. («Воспоминания», написаны на французском языке; изданы на польском языке, 1913; на литовском — в 2001 году)

## Память
Его имя присвоено улице в Вильнюсе, в районе Сантаришкес.